# La Chapelle-Pouilloux
La Chapelle-Pouilloux is een gemeente in het Franse departement Deux-Sèvres (regio Nouvelle-Aquitaine) en telt 203 inwoners (1999). De plaats maakt deel uit van het arrondissement Niort.

## Geografie
De oppervlakte van La Chapelle-Pouilloux bedraagt 7,8 km², de bevolkingsdichtheid is 26,0 inwoners per km².
De onderstaande kaart toont de ligging van La Chapelle-Pouilloux met de belangrijkste infrastructuur en aangrenzende gemeenten.

## Demografie
Onderstaande figuur toont het verloop van het inwonertal (bron: INSEE-tellingen).